# Robert N. Hall
Robert Noel Hall (New Haven, 25 dicembre 1919 – Schenectady, 7 novembre 2016) è stato un ingegnere e fisico statunitense, noto per aver realizzato il primo semiconduttore laser e una tipologia di magnetron impiegata nei forni a microonde.

## Biografia
Fu un assiduo frequentatore della biblioteca locale, spinto a provare e sperimentare piccole invenzioni dall'esempio di uno zio inventore. Quando ebbe il permesso della madre, iniziò a dedicarsi ai suoi esperimenti, a conclusione dei quali costruì un telescopio da 8 pollici), che fu esaminato da un intervistatore del California Institute of Technology e premiato con una borsa di studio. 

Per motivi finanziari dovette abbandonare il CalTech dopo tre anni. Assunto dalla Lockheed Aircraft nel ruolo di collaudatore, poté in seguito completare gli studi e lì laurearsi in fisica.
Entrò quindi come ingegnere collaudatore alla General Electric di Schenectady. Quattro anni più tardi, sotto gli auspici di Harper North, ottenne una borsa di studio come ricercatore del CalTech, dove conseguì il dottorato nel 1948. Nel frattempo era scoppiata la Seconda Guerra Mondiale. 

Rientrato nei laboratori di ricerca della General Electric l'estate dell'anno successivo, iniziò a sviluppare un magnetron capace di ingannare i radar, che ebbe ricadute positive nel settore civile, contribuendo all'invenzione del forno a microonde.
Mentre studiava le proprietà dei diodi PIN come rettificatori di potenza, Hall ebbe un'importante intuizione, che si tradusse nell'incarico di esaminare, in collaborazione con William Shockley e W. T. Read Junior, i processi di creazione e di eliminazione dei portatori di carica (elettroni e relative lacune), nell'ambito della fisica allo stato solido dei semiconduttori.
Nel 1962 realizzò il primo semiconduttore laser alla Schenectady di New York.

Durante gli anni '70, le ricerche di Hall si focalizzarono nel campo delle celle solari e fotovoltaiche. Eletto membro dell'Accademia Nazionale dell'Ingegneria nel 1977, l'anno seguente entrò a far parte dell'Accademia Nazionale delle Scienze. Andò in pensione nel 1987, dopo una lunga carriera da ricercatore e con 43 brevetti depositati. Nel '94 fu introdotto nella National Inventors Hall of Fame.
Morì il 7 novembre 2016, all'età di 96 anni.